# Łukasz Przybylski (łucznik)
Łukasz Sławomir Przybylski (ur. 24 kwietnia 1994) – polski łucznik specjalizujący się w łuku bloczkowym, absolwent Wydziału Budownictwa Politechniki Śląskiej.
W 2019 roku zajął czwarte miejsce podczas uniwersjady w Neapolu w rywalizacji indywidualnej. Odpadł w półfinale, przegrywając z Rosjaninem Antonem Bułajewem 146:148. W pojedynku o brązowy medal uległ Kim Jong-ho z Korei Południowej 146:147.
W 2020 roku zwyciężył w jedynych zawodach zaliczanych do rankingu światowego na starym kontynencie – 2020 Antalya International Challenge, wygrywając pojedynek finałowy w barażu przy stanie 145:145 z Turkiem Evrenen Cagiranem.
W II rundzie Pucharu Europy w 2021 roku jako pierwszy polski zawodnik łuku bloczkowego wygrał kwalifikacje z wynikiem 712/720 punktów (punkt mniej od własnego rekordu Polski ustanowionego rok wcześniej w Żywcu). Po pojedynkach eliminacyjnych zajął 3. miejsce wygrywając pojedynek o brązowy medal z Estończykiem Robinem Jaatma.
W czerwcu tego samego roku wziął udział w Mistrzostwach Europy w Antalyi. W kwalifikacjach zdobył 707 punktów, co dało trzeci wynik wśród 65 zawodników kategorii bloczkowej mężczyzn. Po strzelaniach barażowych w celu rozstawienia do dalszej części zawodów, eliminacyjne strzelania pojedynkowe rozpoczął z pozycji 9. Turniej eliminacyjny rozpoczął od wolnego losu w 1/48 finału, następnie pokonując Stefana Heincza (Austria) 149:146, Quentina Baraera (Francja) 144:144 (10:10) – mając strzałę bliżej środka tarczy, Ognjena Nedeljkovica (Serbia) 145:144 oraz w ćwierćfinale Evrenen Cagiranem (Turcja) 148:145. Drogę do finału zamknął mu Fullerton, który wygrał 147:146. W pojedynku o trzecie miejsce Polak pokonał Niemca Tima Krippendorfa 143:142 i zdobył brązowy medal. To pierwszy w historii medal dla Polski zdobyty przez specjalistę w łuku bloczkowym na torach otwartych w mistrzostwach Europy.

## Wyniki
| Rok  | Zawody                                   | Miejscowość       | Grupa  | Ind.  | Druż. | Mikst |
| ---- | ---------------------------------------- | ----------------- | ------ | ----- | ----- | ----- |
| 2014 | Mistrzostwa Europy                       | Eczmiadzyn        | Senior | 33.   | 9.    | 17.   |
| 2014 | Mistrzostwa świata w łucznictwie polowym | Zagrzeb           | Junior | 10.   | 5.    | –     |
| 2015 | Uniwersjada                              | Gwangju           | Senior | 17.   | –     | 9.    |
| 2015 | Mistrzostwa Europy w łucznictwie polowym | Rzeszów           | Senior | 31.   | 11.   | –     |
| 2016 | Mistrzostwa świata w łucznictwie polowym | Dublin            | Senior | 45.   | 14.   | –     |
| 2017 | World Games                              | Wrocław           | Senior | 17.   | –     | 7.    |
| 2017 | Uniwersjada                              | Tajpej            | Senior | 33.   | –     | 8.    |
| 2018 | Mistrzostwa Europy                       | Legnica           | Senior | 9.    | 17.   | 17.   |
| 2018 | Mistrzostwa świata w łucznictwie polowym | Cortina d’Ampezzo | Senior | 29.   | 13.   | –     |
| 2019 | Mistrzostwa świata                       | ’s-Hertogenbosch  | Senior | 57.   | 33.   | 35.   |
| 2019 | Igrzyska europejskie                     | Mińsk             | Senior | 9.    | 13.   | –     |
| 2019 | Uniwersjada                              | Neapol            | Senior | 4.    | –     | –     |
| 2019 | Mistrzostwa Europy w łucznictwie polowym | Mokrice           | Senior | 32.   | –     | –     |
| 2020 | 2020 Antalya International Challenge     | Antalya           | Senior | złoto | –     | –     |
| 2021 | Antalya European Grand Prix 2021         | Antalya           | Senior | brąz  | –     | –     |
| 2021 | Mistrzostwa Europy                       | Antalya           | Senior | brąz  | 9.    | 9.    |